# Ritratto di Felicitas Tucher
Il Ritratto di Felicitas Tucher è un dipinto a olio su tavola di tiglio (28x24 cm) di Albrecht Dürer, datato  1499 e conservato nello Schlossmuseum a Weimar. Fa pendant con il Ritratto di Hans Tucher, nello stesso museo.

## Storia
Dopo il passaggio di Federico il Saggio da Norimberga nel 1496, che chiese a Dürer di effigiarlo in un ritratto, l'artista ricevette numerose commissioni dall'aristocrazia locale. Tra queste spiccano i due dittici della famiglia Tucher, raffiguranti due coppie di moglie e marito. Due si trovano oggi nello Schlossmuseum di Weimar, e uno a Kassel (Ritratto di Elspeth Tucher) il cui pendant (Nicholas) è andato perduto.
Nel 1945 questo dipinto, con il corrispondente ritratto del marito, venne trafugato ricomparendo poi in una collezione privata a New York; vennero recuperati dallo stato tedesco e ricollocati a Weimar. 

## Descrizione e stile
Sullo sfondo di uno sgargiante drappo damascato, che lascia intravedere un luminoso paesaggio a sinistra, si vede la donna ritratta all'altezza delle spalle, con lo sguardo rivolto verso lo spettatore e un fiore di garofano nella mano che affiora dal bordo inferiore. 
La donna, all'epoca trentatreenne, indossa un'elegante cuffia ricamata che racchiude la chioma, composta, secondo la moda dell'epoca per le donne sposate, da trecce arrotolate attorno alla nuca. Indossa una veste scollata, con una catena che entra nel petto nascondendo il pendente. Sul fermaglio mostra le iniziali del marito, "H T". Sul margine superiore del drappo si legge la scritta apocrifa "Felitz. Hans Tuchern 33 Jor (anni) Alt Salus 1499". 
Il volto è espressivo, lumeggiato da pennellate luminose che non risparmiano i segni dell'età. Una certa freddezza nei colori è stata attribuita all'indifferenza del pittore nei confronti dei committenti
Il motivo del paesaggio e del velo, inventato dai fiamminghi e già in uso dalla metà del secolo anche presso gli italiani, mostra poche varianti rispetto ai modelli. Nei ritratti dopo il 1499 tali elementi vennero abbandonati in favore di uno sfondo uniforme, quasi sempre rappresentante una parete chiusa. In questo ritratto è particolarmente suggestivo il motivo del cavaliere solitario che si incammina su un sentiero ai margini di un lago, diretto su una strada impervia. 
Sul retro si trovano gli stemmi familiari, visibili quando il dittico veniva chiuso.

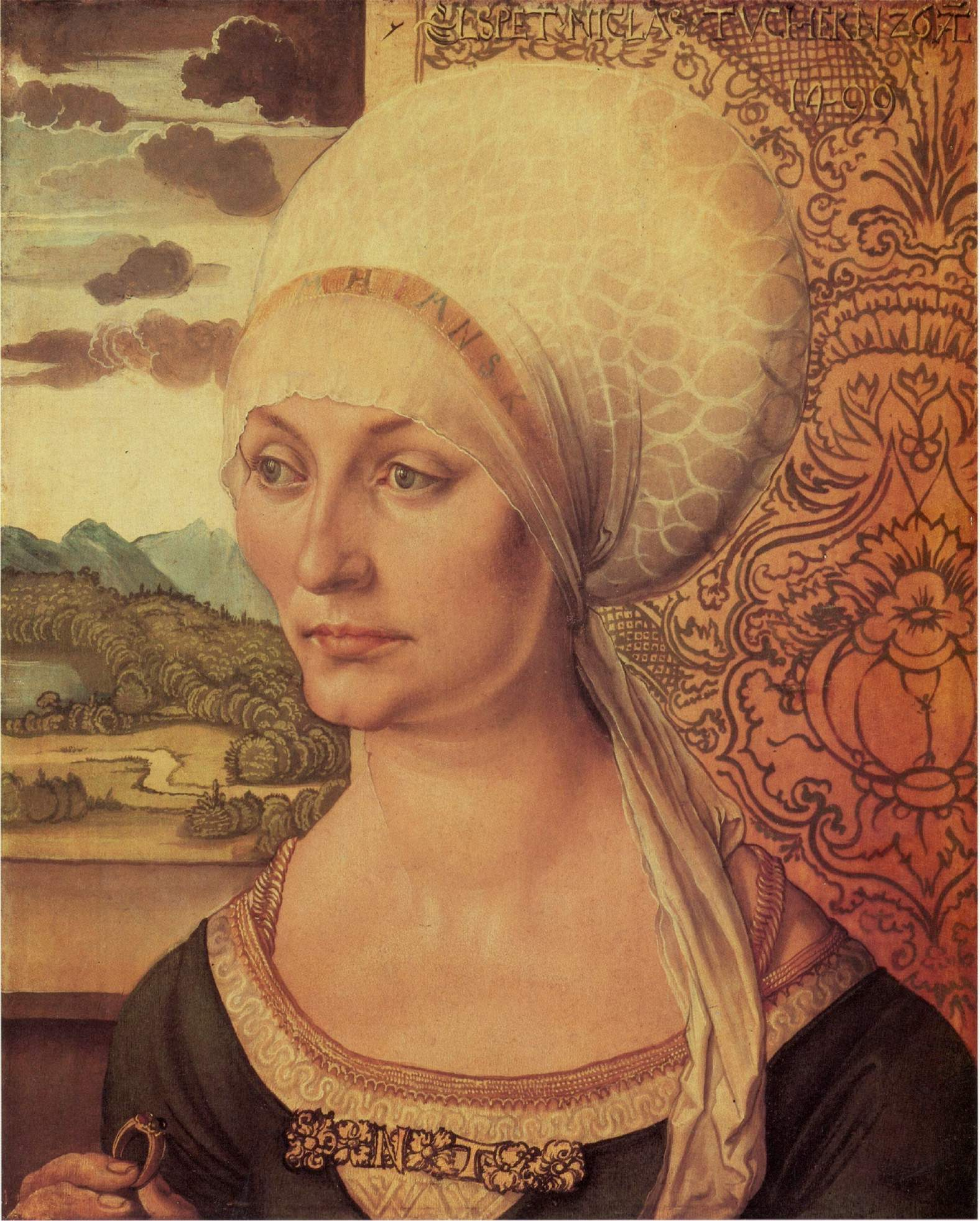
Ritratto di Elspeth Tucher
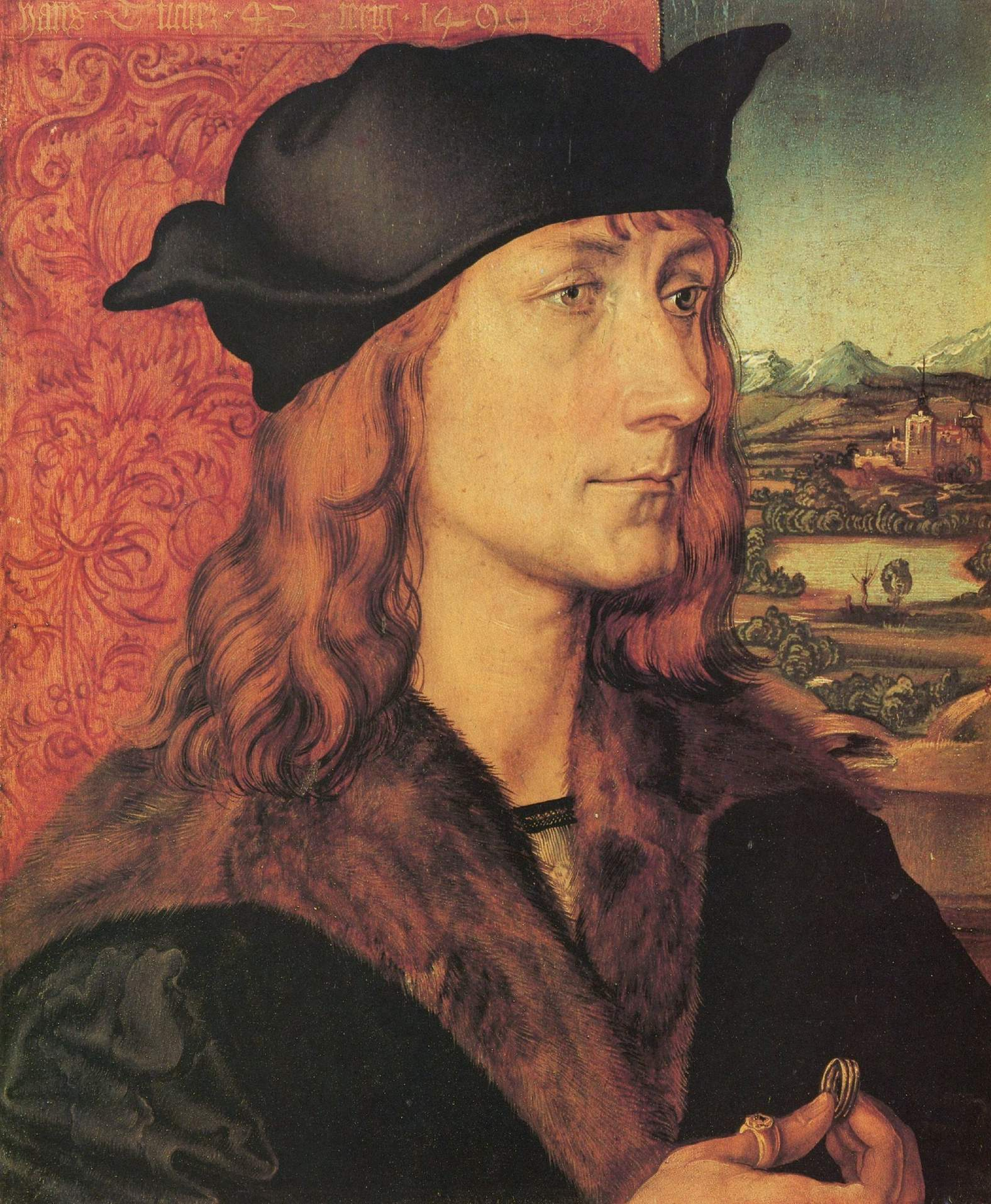
Ritratto di Hans Tucher
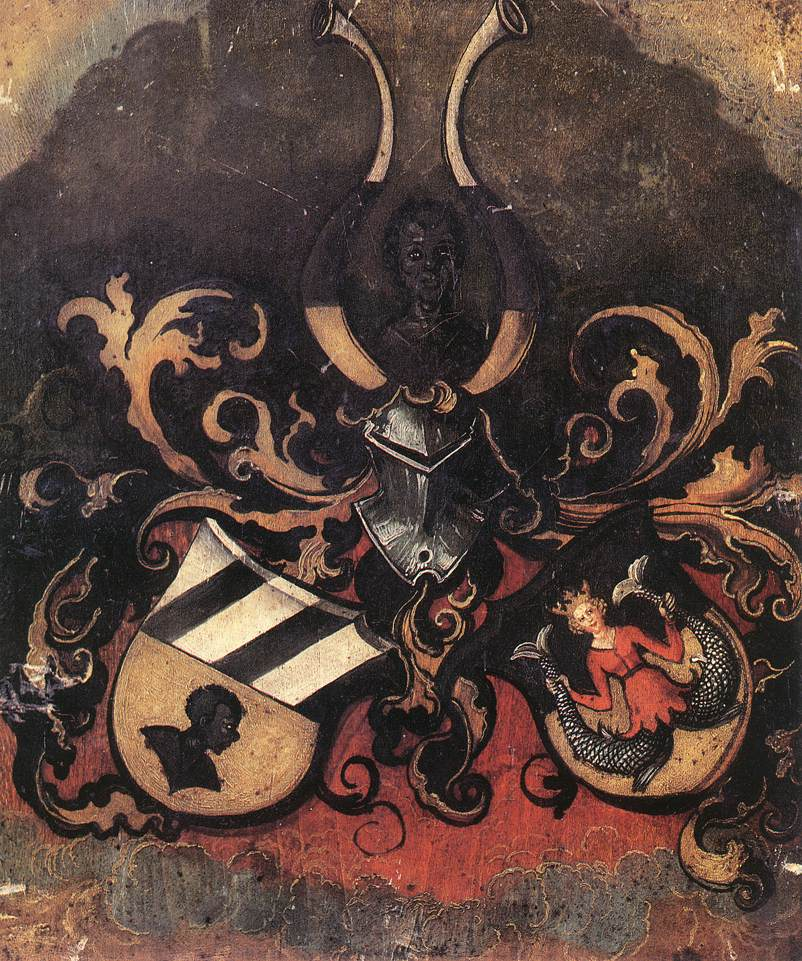
Stemmi Tucher e Rieter, sul retro